# 37.ª Cumbre del G8
La 37.ª Cumbre del G8 se celebró del 26 al 27 de mayo de 2011 en la comuna de Deauville en Francia. 
Las cumbres anteriores del G8 se han presentado por Francia en lugares que incluyen Rambouillet (1975), Versalles (1982), Grande Arche, París (1989), Lyon (1996) y Evian-les-Bains (2003).

## Información general

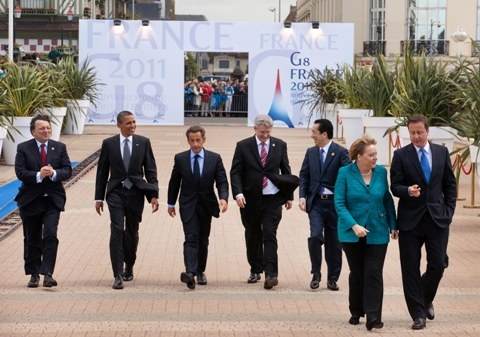
De izquierda a derecha: el Presidente de la Comisión Europea José Manuel Durão Barroso, el Presidente Barack Obama, el Presidente Nicolas Sarkozy, el Primer ministro Stephen Harper, el Primer ministro Naoto Kan, la Canciller Angela Merkel y el Primer ministro David Cameron.

Se denomina G8 a un grupo de países industrializados del mundo cuyo peso político, económico y militar es muy relevante a escala global. Está conformado por Alemania, Canadá, Estados Unidos, Francia, Italia, Japón, Reino Unido y Rusia. 

### Grupo de los Seis
Los orígenes del G8 se establecen en marzo de 1973, cuando, a petición del Secretario de Tesoro estadounidense, George Shultz, se reunieron los ministros de finanzas de las seis potencias económicas mundiales, un Grupo de 6 países: Estados Unidos, Japón, Alemania Occidental, Italia, Francia y el Reino Unido.

### Grupo de los Siete
En 1976 el Grupo pasó a ser de 7 miembros con la incorporación de Canadá, en San Juan, Puerto Rico, formándose el G-7.

### Grupo de los Siete+Rusia
En junio de 1997, en Denver (Colorado, EE. UU.), fue cuando la reunión 
de líderes fue bautizada como "Cumbre de los Ocho" pues Rusia asistía por primera vez en calidad de socio y no como observador, como venía haciendo hasta entonces, aunque tampoco como miembro de pleno derecho. Rusia, a pesar de pertenecer al grupo, ha estado durante todos estos años marginada en el debate de los temas económicos y financieros del G8, al no pertenecer aún a la Organización Mundial de Comercio (OMC) por sus discrepancias con Estados Unidos, único país con el que Rusia aún no ha concluido las negociaciones comerciales bilaterales para acceder a la organización multilateral, integrada por 149 países.
A partir de 1998, con la integración de Rusia, se denominó G-7+Rusia o G-7+1.

### Grupo de los Ocho
En la Cumbre de Kananaskis (Canadá, 2002), el Grupo se convirtió definitivamente en G8, con la admisión de Rusia como miembro de pleno derecho a todas las discusiones.

¿Qué es el G8?
El G8
El G8, creado en 1975 por una iniciativa francesa para hacer frente a la primera crisis del petróleo, es un grupo informal de economías desarrolladas, que se reúne una vez al año en ocasión de una Cumbre de jefes de Estado y de Gobierno. Su papel fundamental consiste en orientar e impulsar políticas.
Miembros
El G8 está integrado por Francia, Estados Unidos, Reino Unido, Rusia, Alemania, Japón, Italia y Canadá. El grupo, que estaba conformado por seis miembros al momento de su creación en 1975, pasó a siete en 1976 con la inclusión de Canadá, y se convirtió en el G8 actual con la incorporación progresiva de Rusia a partir de 1998. La Unión Europea está asociada al G8 desde 1977, cuando aún era la CEE. Los miembros del G8 representan a un 15% de la población mundial, un 65% del PIB y dos tercios del comercio internacional.
Cumbre
La Cumbre es la ocasión para que los dirigentes puedan discutir de manera franca e informal los temas clave de la agenda internacional. Al finalizar, se adopta una declaración política, que pude ir acompañada de declaraciones anexas, planes de acción sectoriales y otros documentos.
El G8 ha adoptado la costumbre, desde hace ya una década, de organizar en ocasión de cada Cumbre un encuentro con dirigentes africanos. Tradicionalmente, se invita a los países fundadores de la NEPAD -(Nueva Alianza para el Desarrollo de África): Sudáfrica, Argelia, Egipto, Nigeria, Senegal- y los países a cargo de la presidencia de la Unión Africana y de la presidencia de la NEPAD. En ciertas ocasiones también se ha invitado a dirigentes de otros países.
Cumbre del G8 en Deauville

## Líderes de la Cumbre

### Participantes del G8

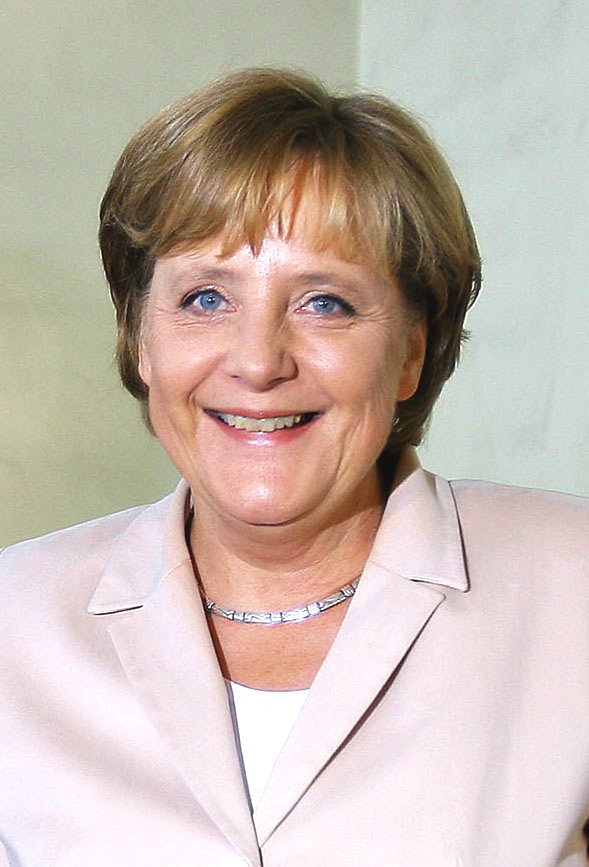
DEU Angela Merkel
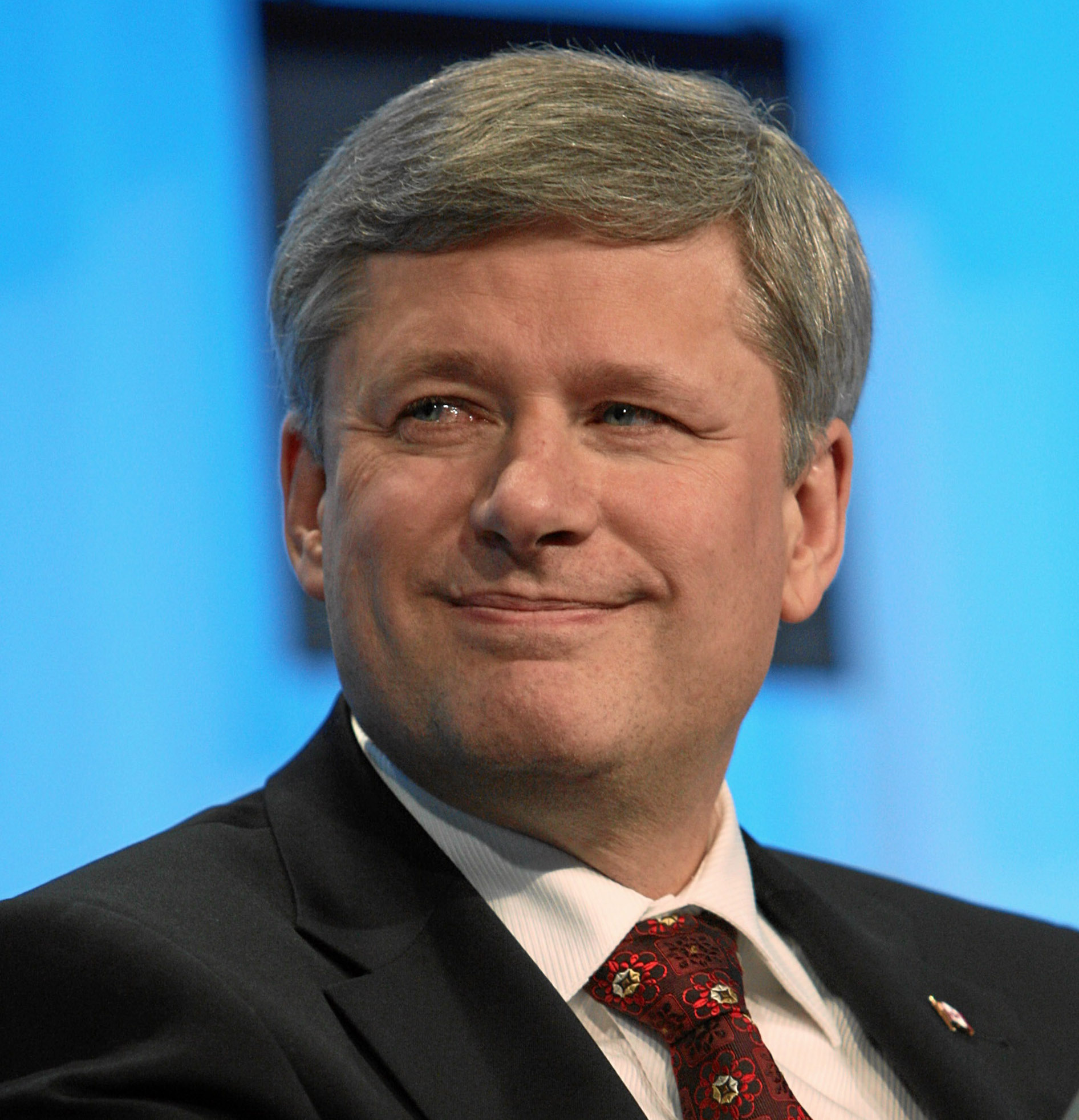
CAN Stephen Harper
USA Barack Obama
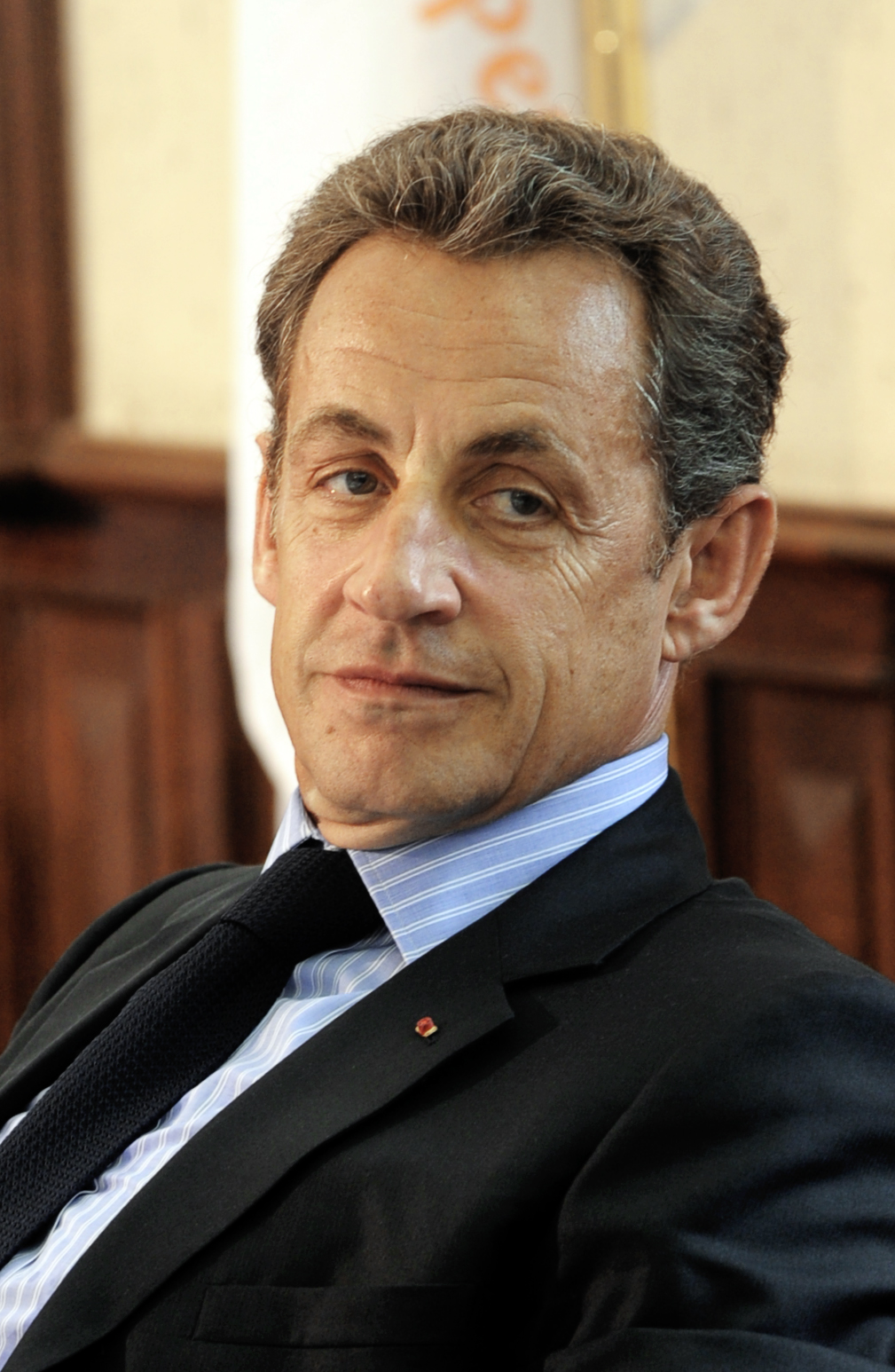
FRA Nicolas Sarkozy (anfitrión)
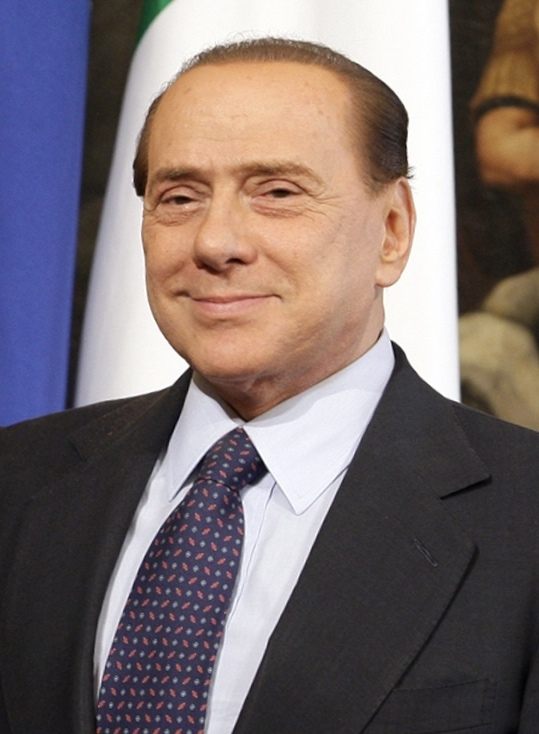
ITA Silvio Berlusconi
JPN Naoto Kan
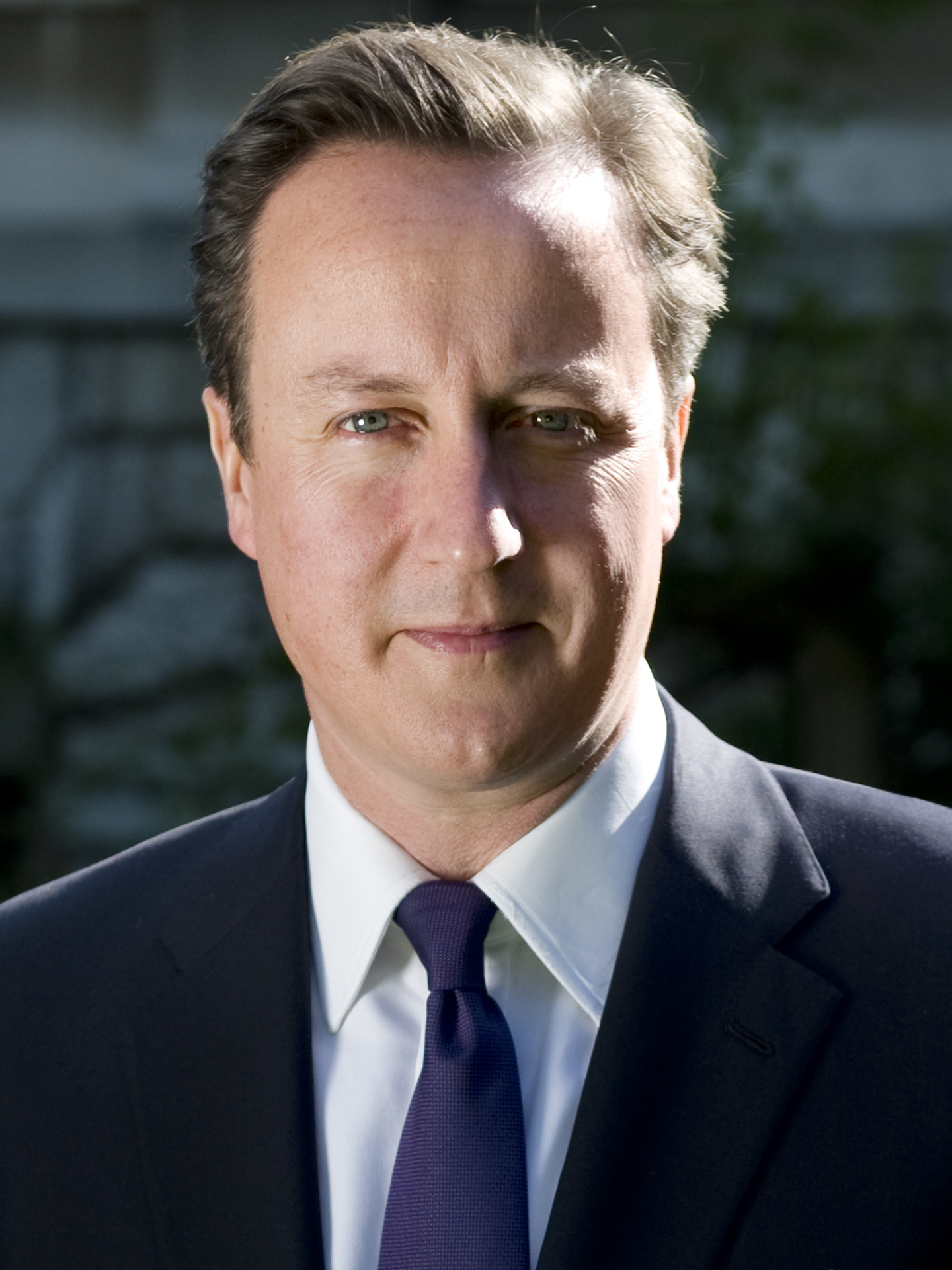
GBR David Cameron
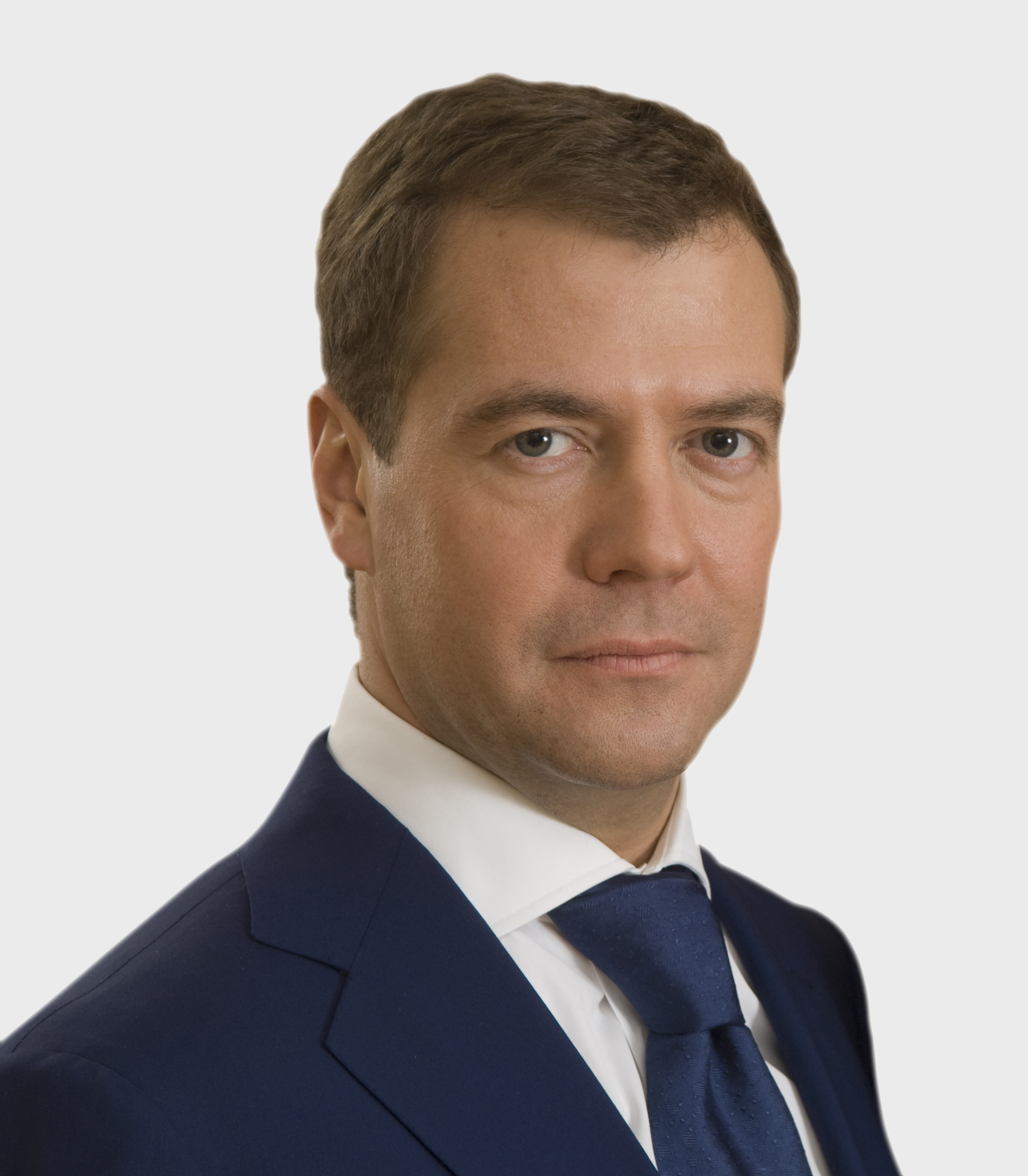
RUS Dmitri Medvédev
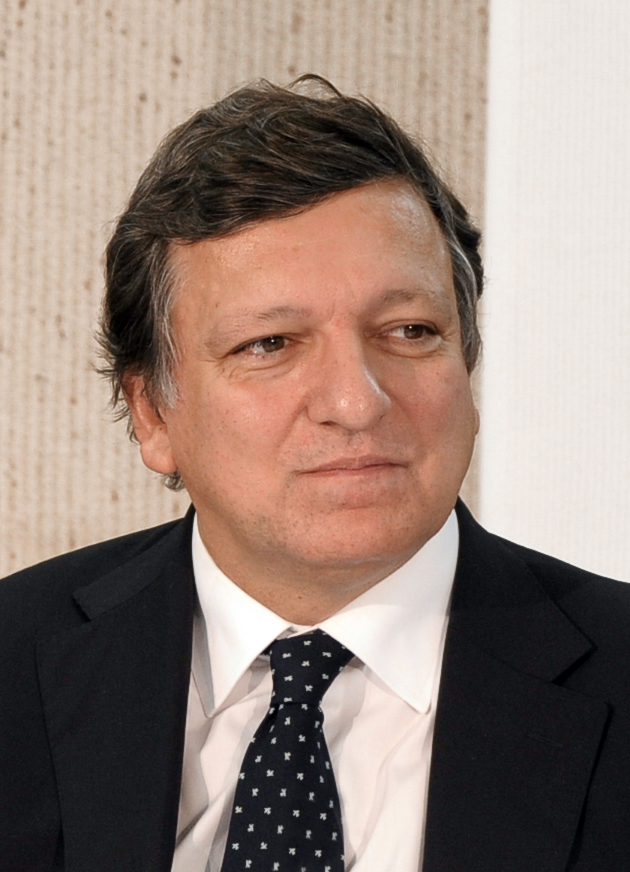
' Presidente de la Comisión Europea José Manuel Durão Barroso
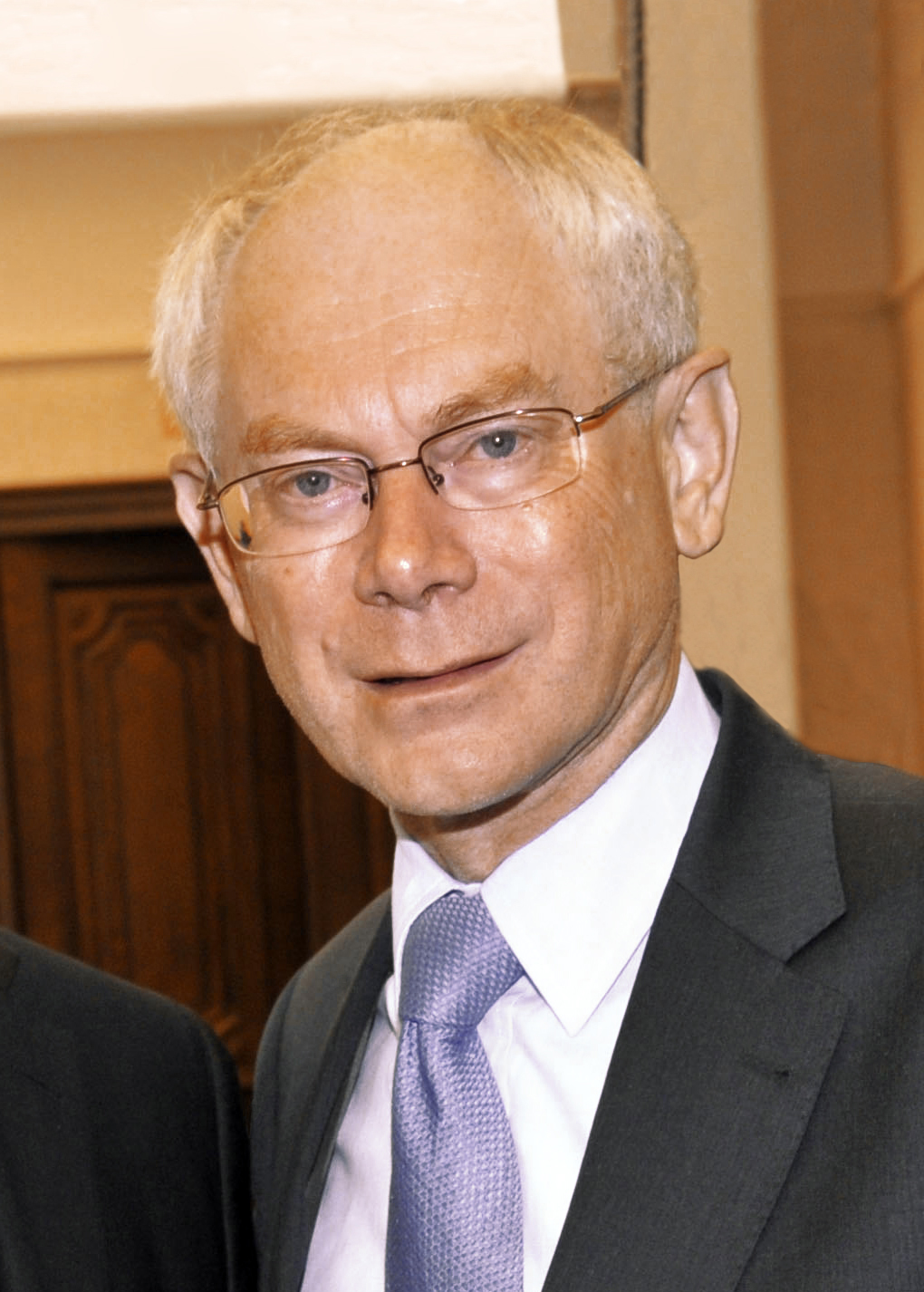
' Presidente del Consejo Europeo Herman Van Rompuy

- Alemania
Angela Merkel
- Canadá
Stephen Harper
- Estados Unidos
Barack Obama
- Francia
Nicolas Sarkozy
(anfitrión)
- Italia
Silvio Berlusconi
- Japón
Naoto Kan
- Reino Unido
David Cameron
- Rusia
Dmitri Medvédev
- Unión Europea
Presidente de la Comisión Europea
José Manuel Durão Barroso
- Unión Europea
Presidente del Consejo Europeo
Herman Van Rompuy

### Líderes invitados

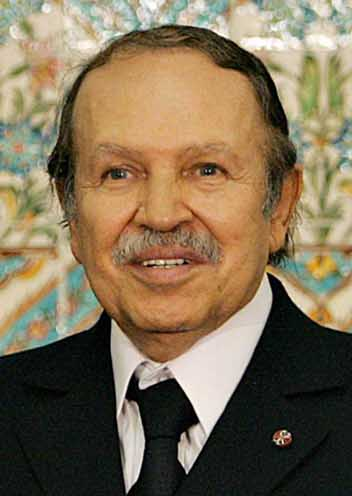
Argelia Abdelaziz Buteflika
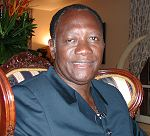
Costa de Marfil Alassane Ouattara
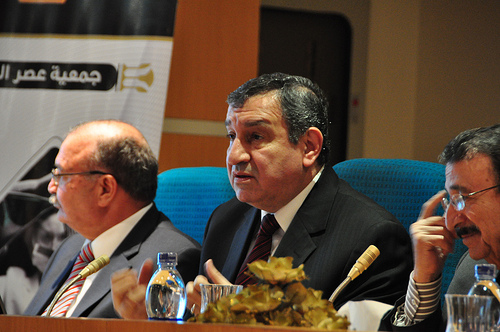
Egipto Essam Sharaf
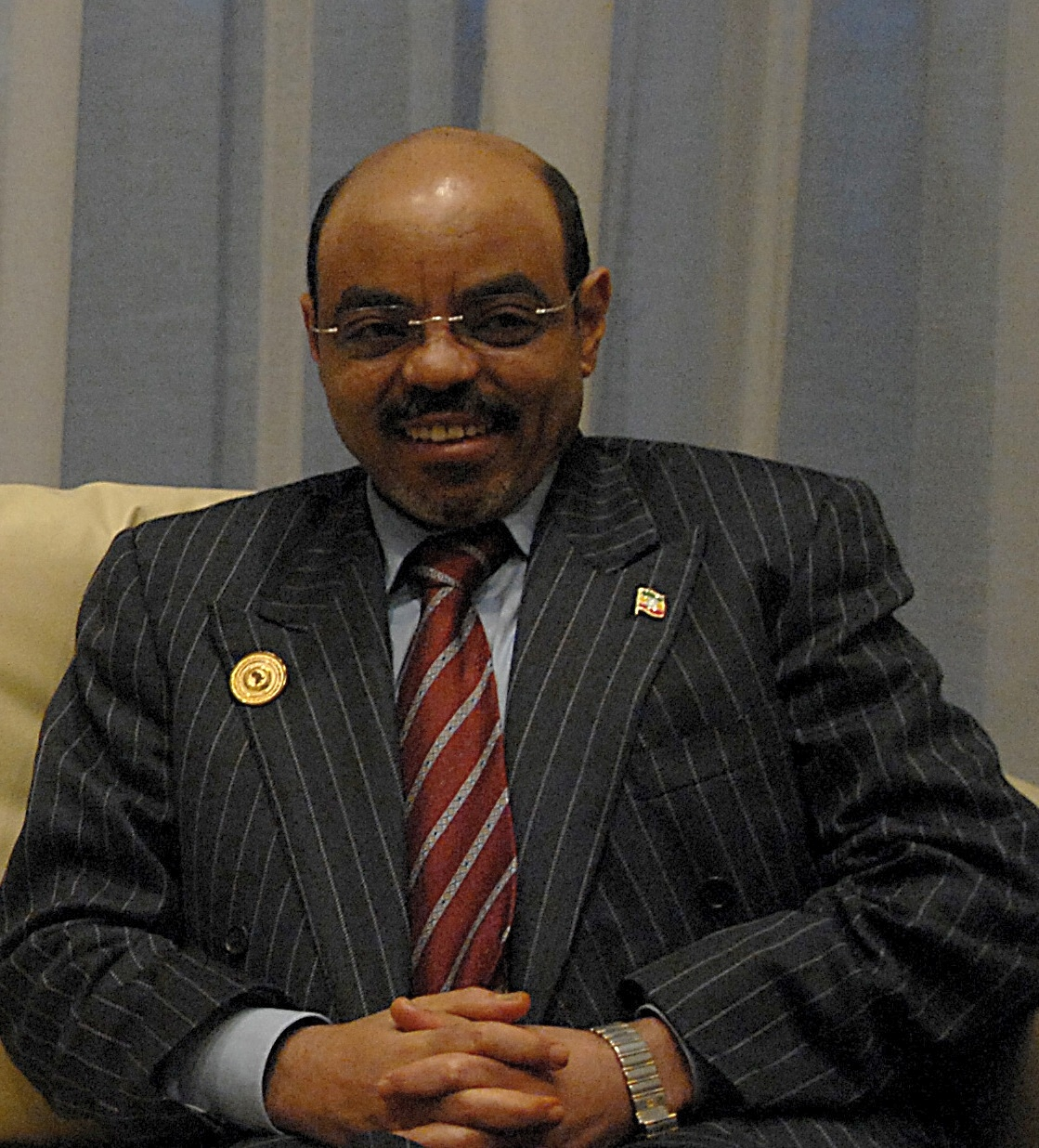
Etiopía Meles Zenawi
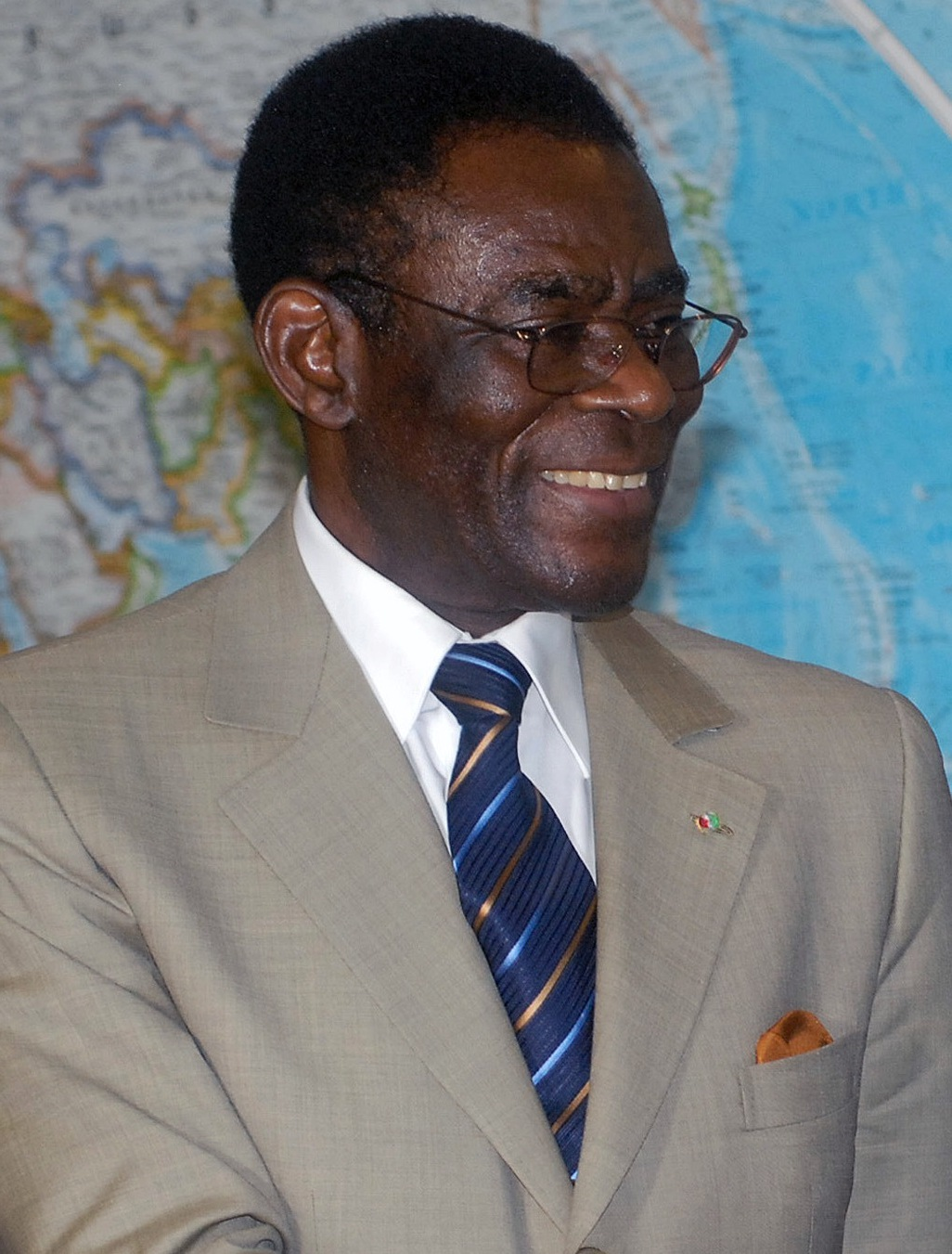
Guinea Ecuatorial Presidente de Guinea Ecuatorial Teodoro Obiang Nguema Mbasogo
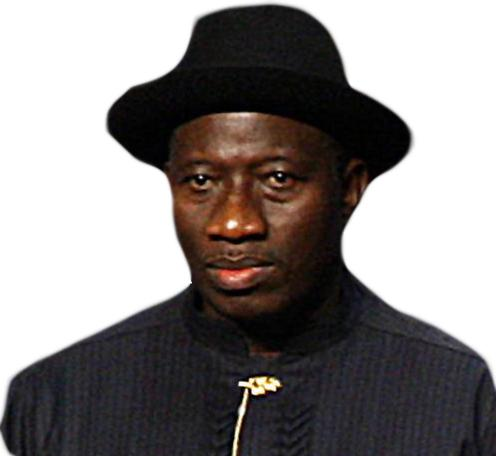
Nigeria Goodluck Jonathan
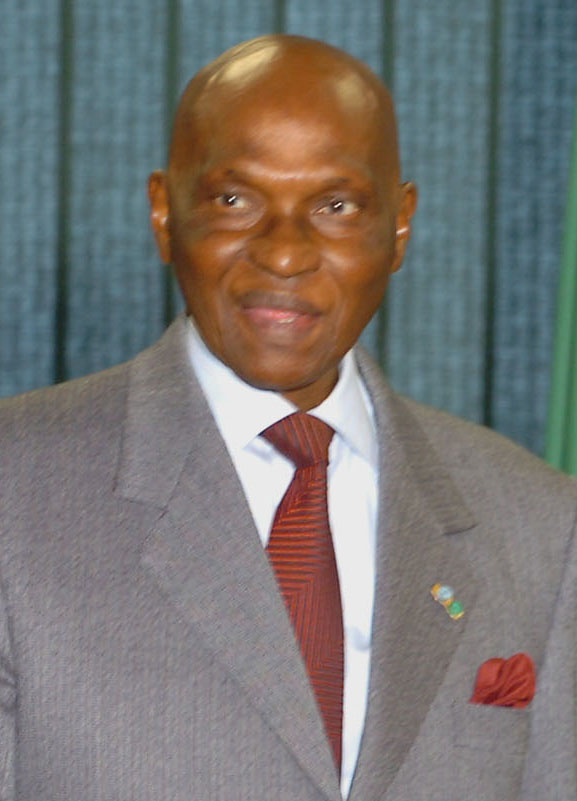
Senegal Abdoulaye Wade
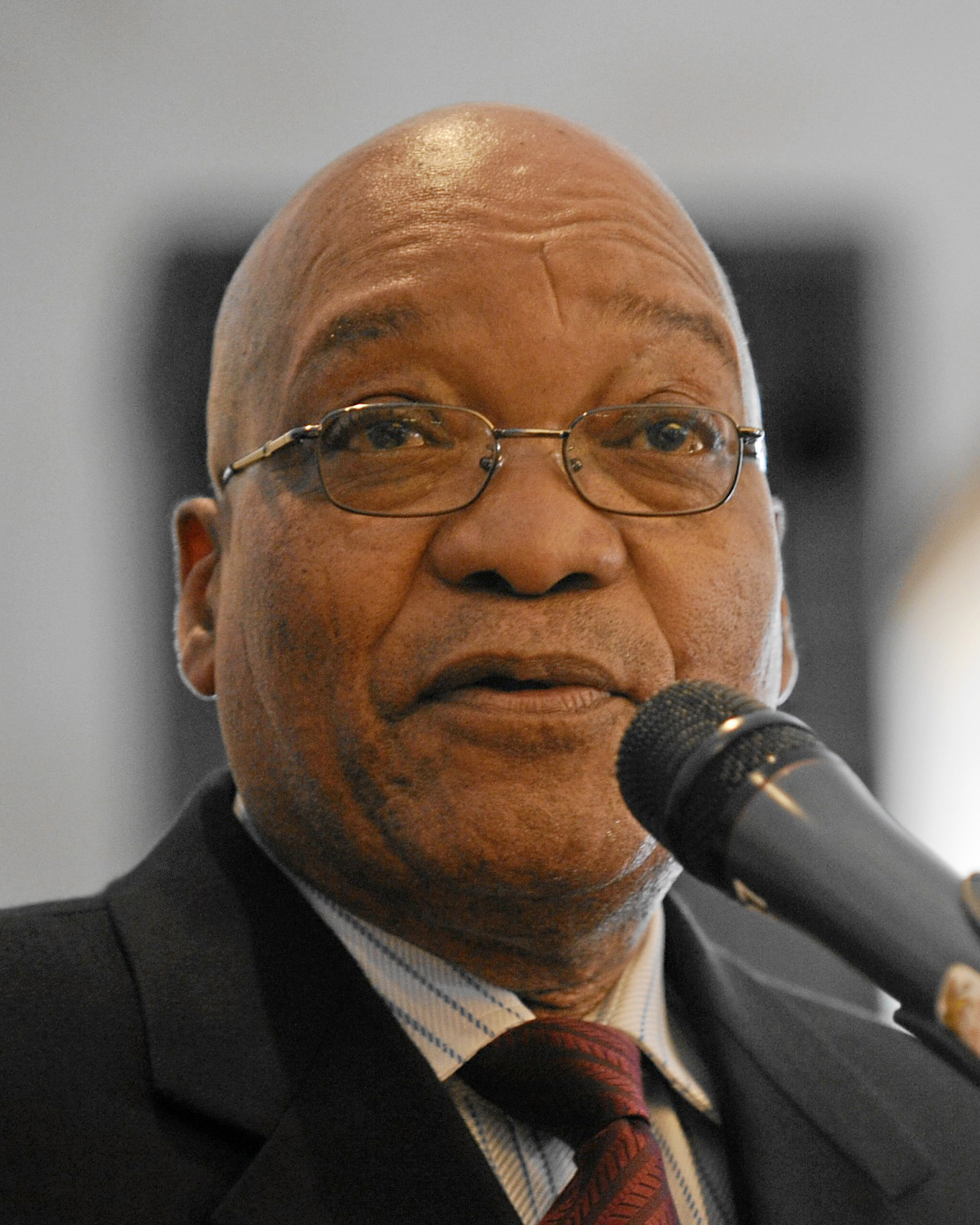
Sudáfrica Jacob Zuma
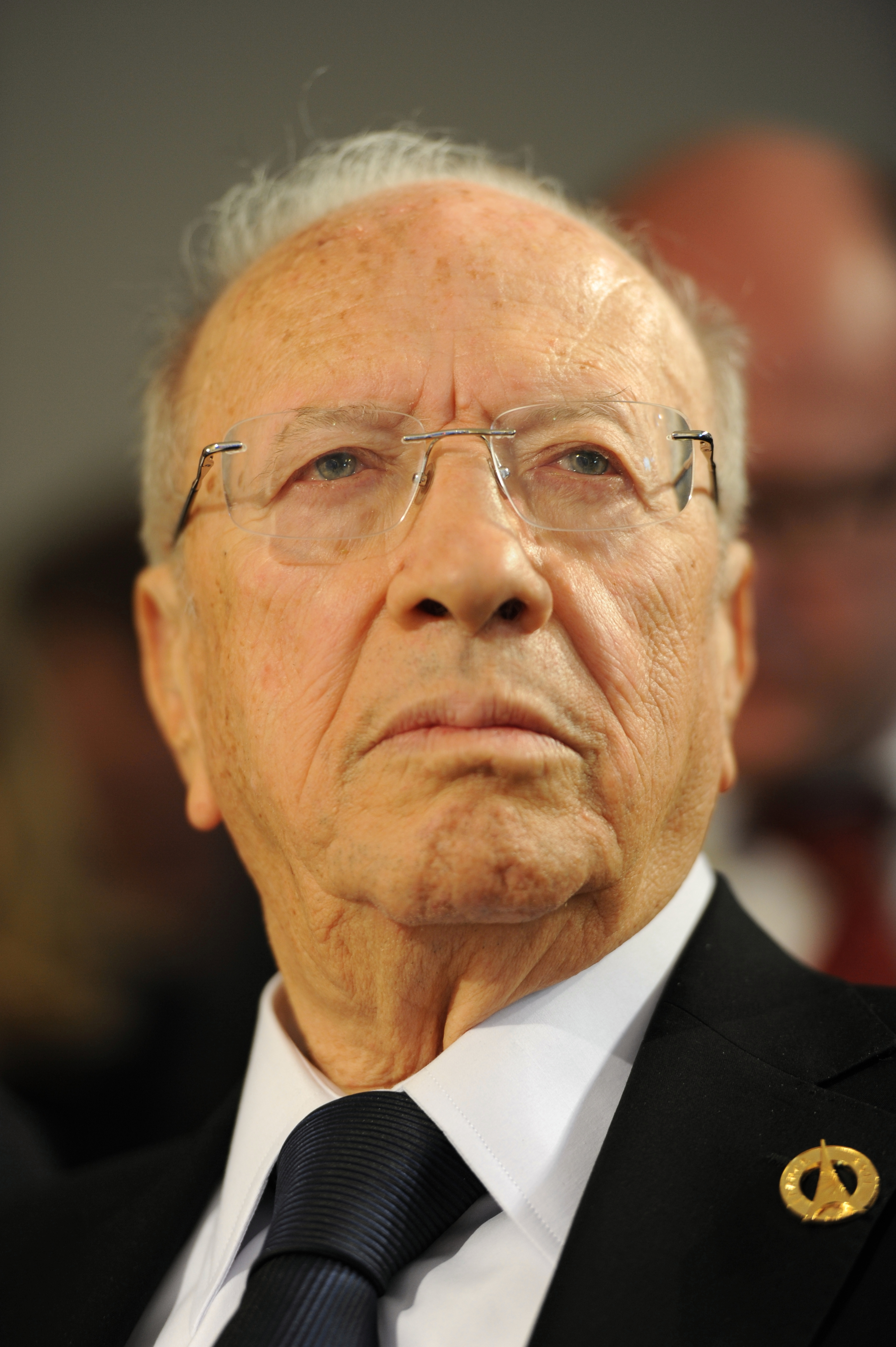
Túnez Beji Caid el Sebsi

## Instancias Internacionales

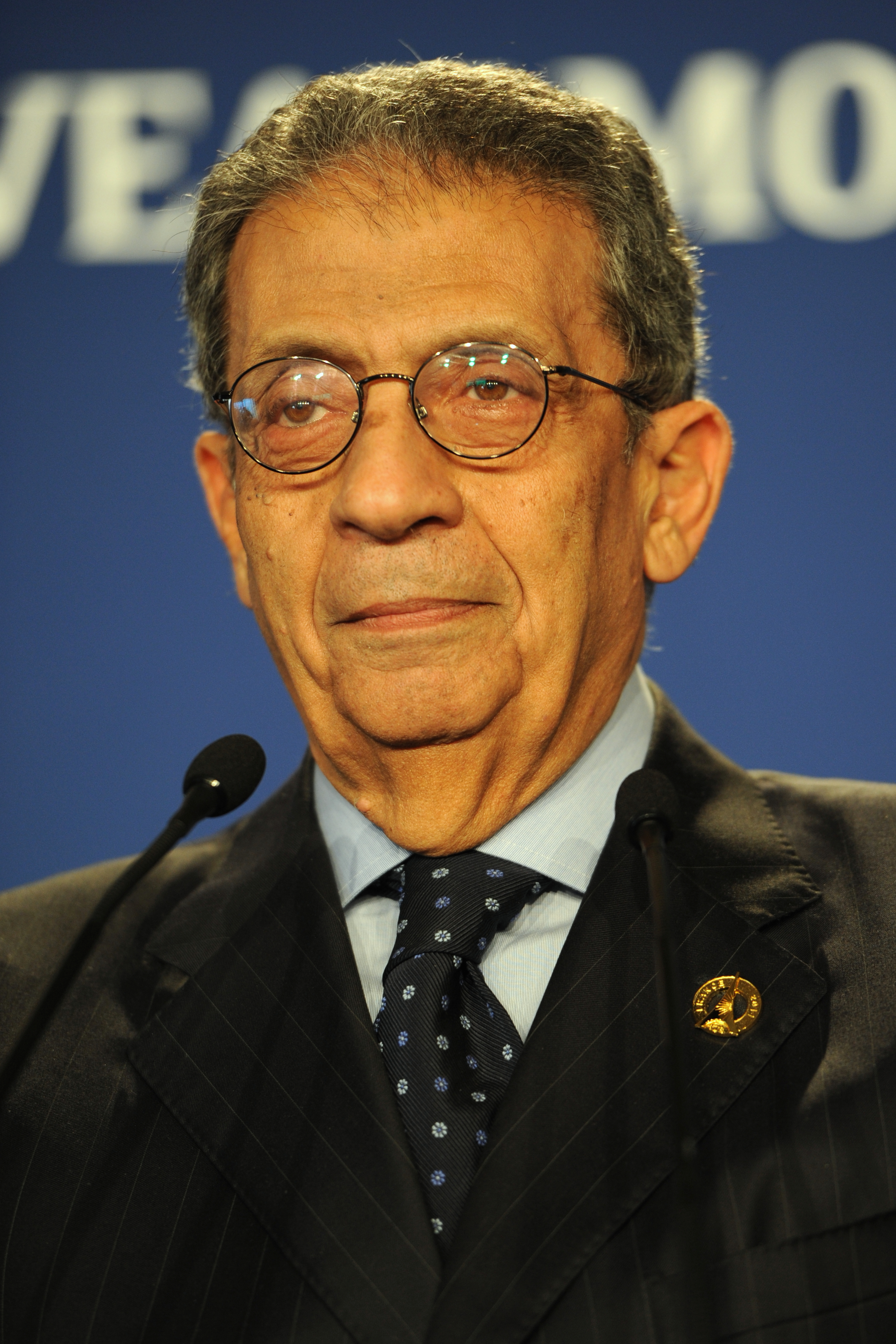
Liga Árabe Secretario General de la Liga Árabe Amr Musa
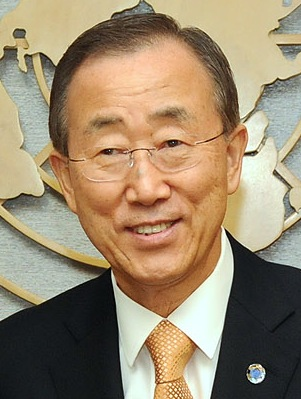
Organización de las Naciones Unidas Secretario General de las Naciones Unidas Ban Ki-moon
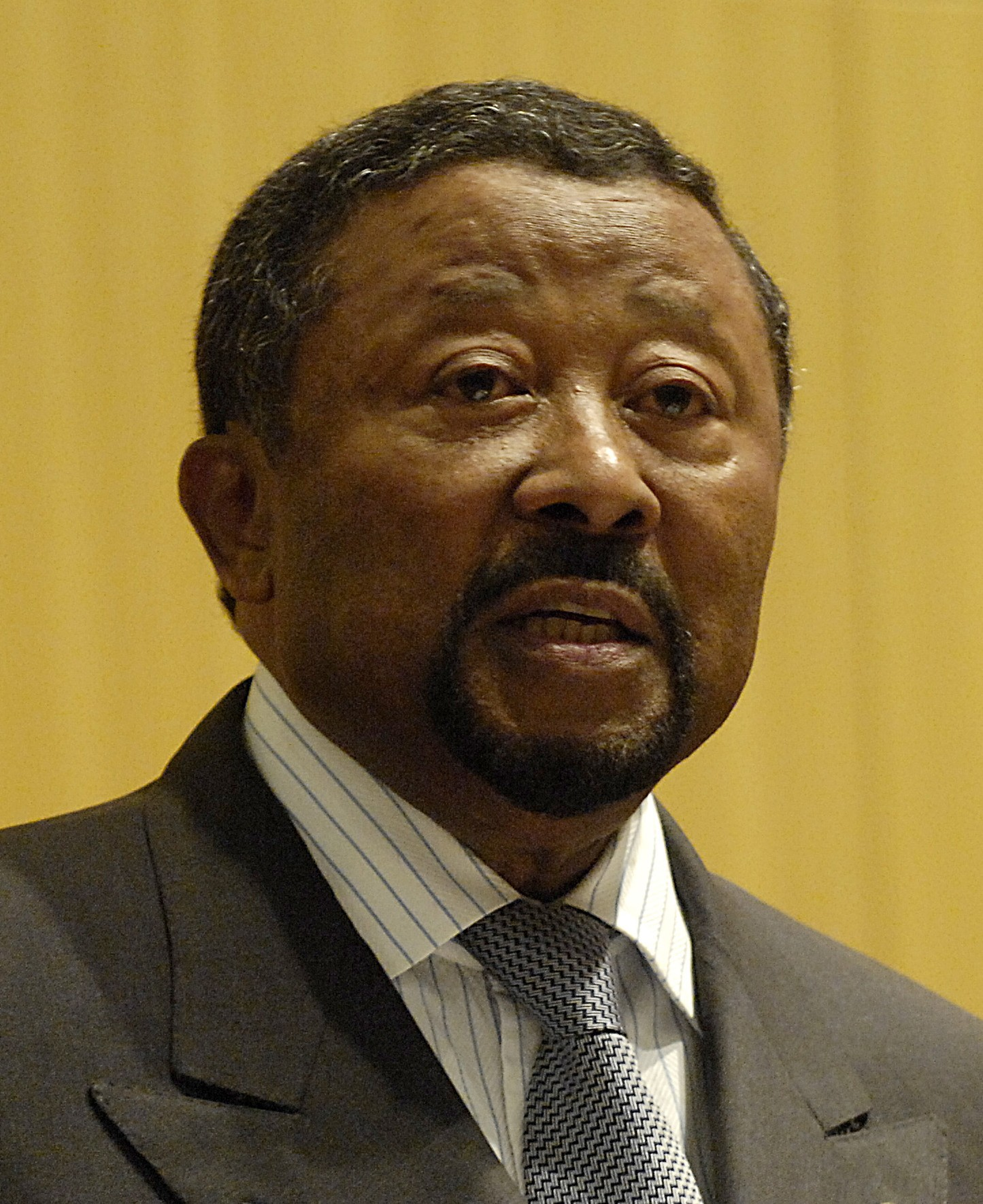
Presidente de la Comisión de la Unión Africana Jean Ping

## Agenda de la Cumbre del G8

### Jueves 26 de mayo de 2011
12:45 El Presidente de la República Francesa oficialmente da la bienvenida a los Jefes de Delegación que participan en la Cumbre del G8

Almuerzo de trabajo
 
Tema: Solidaridad con el Japón y la Economía Mundial
 
(Villa Le Cercle)
12:45 La señora Carla Bruni-Sarkozy, da la bienvenida a los cónyuges de los Jefes de Delegación que participan en la Cumbre del G8
 
Fotografía familiar y almuerzo
 
Reunión con productores de Normandía
 
(Strassburger Villa)
14:50 Primera sesión de trabajo del G8

Tema: Seguridad Nuclear - Cambio climático
 
(Centro Internacional de Deauville)
15:00 Sesión de trabajo participan los cónyuges de los Jefes de Delegación
 
Tema: Lucha contra el analfabetismo
 
(Real Hotel)
16:30 Segunda sesión de trabajo del G-8

Tema: La Internet, con la participación de cinco grandes actores de Internet
 
(Centro Internacional de Deauville)
17:45 Conferencia de prensa dada por el presidente de la República Francesa
 
(Centro de Prensa Internacional)
19:00 El Presidente de la República Francesa y la Sra. Carla Bruni-Sarkozy dan la bienvenida a los Jefes de Delegación que participan en la Cumbre del G8 y a sus cónyuges en una reunión informal

(« Le Ciro's » Restaurant)
19:30 Cena de trabajo del G-8

Tema: La Primavera Árabe

(« Le Ciro's » Restaurant)

### Viernes 27 de mayo de 2011
09:30 Tercera sesión de trabajo del G8
 
Tema: Asuntos Políticos - Aprobación de la Declaración de Deauville
 
(Centro Internacional de Deauville)
10:00 Jefes de Delegación de Egipto y Túnez y las organizaciones internacionales (ONU, Banco Mundial, FMI, Liga de Estados Árabes) son bienvenidos
10:15 Cuarta sesión de trabajo del G8
 
Tema: La Primavera Árabe
 
(Centro Internacional de Deauville)
11:15 El Presidente de la República Francesa oficialmente da la bienvenida a los Jefes 
de la Delegación de los países africanos y organizaciones internacionales que participan en la sesión ampliada (Africa Partnership)
 
(Centro Internacional de Deauville)
11:30 Divulgación sesión de trabajo (la Colaboración en África)
 
Tema: Paz y seguridad en el África

(Centro Internacional de Deauville)
12:15 La señora Carla Bruni-Sarkozy, da la bienvenida a los cónyuges de los Jefes de Delegación de los países africanos y organizaciones internacionales
 
Participan en la sesión ampliada
 
Fotografía familiar
 
Almuerzo de trabajo sobre la protección de las madres y los niños contra el SIDA
 
(« Le Ciro's » Restaurant)
12:50 Fotografía familiar de los Jefes de Delegación que participan en la sesión ampliada
 
(Centro Internacional de Deauville)
13:00 Almuerzo de trabajo de los Jefes de Delegación que participan en la sesión ampliada
 
Tema: Desarrollo de África
 
(Villa Le Cercle)
14:15 Conferencia de prensa dada por el presidente de la República Francesa
 
(Centro de Prensa Internacional)